# Britton (droit)

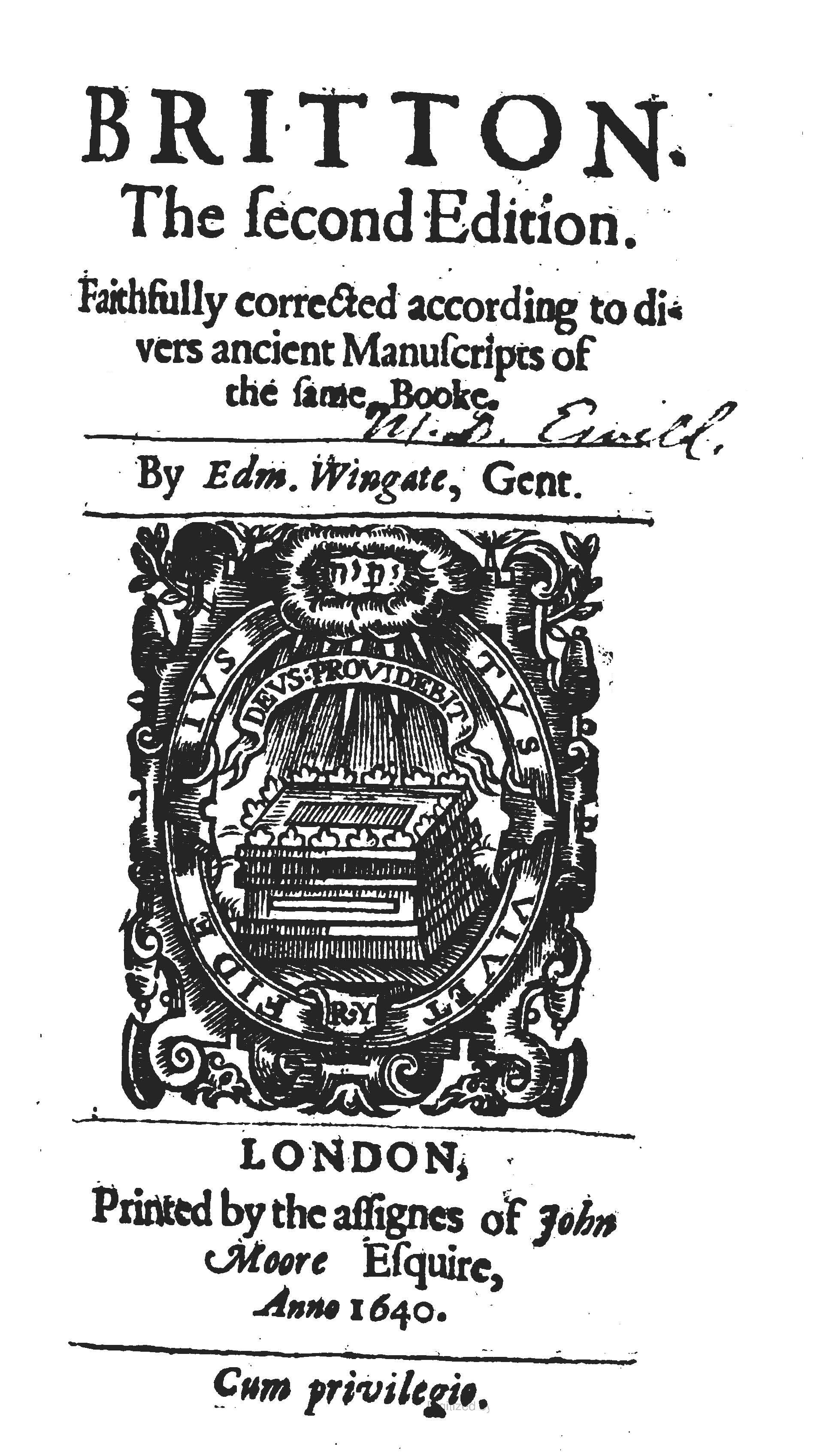
Page de titre du traité.

Pour les articles homonymes, voir Britton.
Le Britton est un traité (treatise) de droit anglais (English law), médiéval, composé par un compilateur anonyme, dit Britton,, à la fin du XIIIe siècle. Il est le plus ancien ouvrage écrit en français judiciaire (Law French) à nous être parvenu.
Le Britton est un des cinq plus anciens traités de droit anglais. L’œuvre est datée de 1290-1292. Elle a la forme d'un code qui ne cite aucune décision de justice. Elle a été attribuée à un évêque de Hereford, John Bretoun (« Jean le Breton »),. Son editio princeps est parue à Londres, chez Robert Redman, vers 1553.
Le Britton est un livre d’autorité (book of authority), qualité qui lui a été reconnue dans l’affaire Ashford c. Thornton (Ashford v. Thornton).

## Titre
Britton est, par convention, le titre court de l’œuvre. Son titre long semble être les Lois d'Angleterre de Britton. Elle est aussi connue comme le Livre ou le Traité de Britton.

### Éditions
- [Nichols 1865] (en) Francis Morgan Nichols (éd.), Britton : the French text carefully revised with an English translation, introduction and notes, Oxford, Clarendon Press, 1865, 1re éd., 2 vol., LXV-419 et 398, in-8o (26 cm) (OCLC 976022, BNF 30163224, SUDOC 045839115).
- [Redman c.1530] (en) Robert Redman (éd.), Britton, Londres, R. Redman, s.d. (c.1530), 1re éd., 1 vol., 6-cclxxxvij-[1] fos, in-8o (15 cm) (OCLC 62629298).
- [Wingate 1640] (en) Edmund Wingate (éd.), Britton : faithfully corrected according to divers ancient manuscripts of the same book, Londres, J. Moore, 1640, 1re éd., [XXXII] p., 287 fos et [42], in-8o (15 cm) (OCLC 61643416, BNF 31656967).